# Ramon Dalmau I de Rocabertí
Ramon Dalmau I de Rocabertí i de Safortesa (?, 1621 - Madrid?, aprox. 1663) Tercer comte de Peralada i vescomte de Rocabertí. Va succeir al seu germà Francesc Dalmau II, que no va tenir descendència després que es feu dominic. Es va casar amb una dama de cognom Puixmarín, però no van tenir descendència i l'herència va passar al seu germà Martí Onofre II de Rocabertí.
En esclatar la guerra dels Segadors, es mantingué retirat al seu palau de Peralada. Partidari de Felip IV de Castella.
Publicà Presagios fatales del mando francés (a Saragossa, 1646), participant en la propaganda anticatalana i escriquè unes memòries en defensa del marquès d'Aitona i sobre la família Rocabertí (Madrid, 1651).
El 1645 li fou concedit el títol de marquès d'Anglesola.